# 原田裕章
原田 裕章（はらだ ひろあき、1972年4月30日 - ）は日本の俳優。東京都出身。

## 主な出演作品

### 映画
- 断線（2006年）
- 日本沈没（2006年）
- 108（2006年）
- KAMACHOP カマチョップ（2008年）
- LOST END（2008年）
- 喧嘩高校軍団 特攻!國士義塾VS.朝高（2009年）
- 裁判長!ここは懲役4年でどうですか（2010年）
- 死刑台のエレベーター（2010年）
- 軽蔑（2011年）
- 毎日かあさん（2011年）
- るろうに剣心（2012年）
- グッモーエビアン!（2012年）
- ヘルタースケルター（2012年）
- ナイトピープル (2013年）
- たしかなあしぶみ〜なかむらはるじ〜（2013年）
- きいろいゾウ（2013年）
- 捨てがたき人々（2014年）
- 娚の一生（2014年）
- 神さまの言うとおり（2014年）
- 一度も撃ってません（2020年） - 南 役

### テレビドラマ
- 今夜は営業中（1999年）
- 原宿道（1999年）
- アトム（1999年）
- 怨み屋本舗REBOOT（2009年）
- 龍馬伝（2010年、NHK大河ドラマ）
- 世にも奇妙な物語 21世紀 21年目の特別編「通算」（2011年5月14日、フジテレビ）
- BOSS 2ndシーズン「通算」（2011年　第8話　フジテレビ）
- 償い（2012年、NHK BSプレミアム）
- 相棒 season12 第12話「崖っぷちの女」（2014年、テレビ朝日） - 風間守 役
- S -最後の警官-（2014年、TBSドラマ）
- [池上彰のJAPANプロジェクト「死の海と戦う」]」（2014年、テレビ東京）
- ナイフの行方　脚本：山田太一」（2014年、NHK）
- 株価暴落（2014年、WOWOW）
- ゴーストライター（2015年、フジテレビ）
- 経世済民の男　高橋是清（2015年、NHK）

### CM
- LOTTE・エフチョコレート
- マツモトキヨシ
- TOMY・IQサプリ
- 日立「環境キャンペーン『高機能材料篇』」
- JT 憩いのひととき “ 大人の嗜み ” 編　　監督：三池崇史
- ハウス食品 こくまろカレー
- JT ちょっと一服ムービー「地球兄弟2」　監督：三池崇史
- 花王「ヘルシア緑茶」濃さが効く編

### PV
- 水谷豊 「シルエット」（2009年）

### 舞台
- 招かれざる客
- 夜葬曲
- アネマエコーレ
- アクトリーグ